# Sidi Hcine
Sidi Hcine (àrab سيدي حسين) és una comuna rural de la província de Khénifra de la regió de Béni Mellal-Khénifra. Segons el cens de 2014 tenia una població total de 2.986 persones.